# 近藤宏
近藤 宏（こんどう ひろし、本名 同じ、1925年8月4日 - 1992年4月28日）は、日本の俳優。埼玉県川越市出身。

## 来歴・人物
日本大学専門部芸術科（現・藝術学部）卒業。1944年に東宝に入社。1953年に東宝を退社しフリーランスとなる。1955年に日活に入社。その後はシナリオ文芸協会に所属していた。アクション映画を中心に主に悪役で活躍。
1960年代後半からはテレビドラマにも本格的に進出し、バイプレイヤーとして様々な役柄を演じた。
1992年4月28日午後4時10分、急性心肺機能不全のため、東京医科大学病院にて死去。66歳没。

## 出演

### 映画
- 1945年 後に続くを信ず（東宝）
- 1947年 春の目ざめ（東宝）- 竹村国男
- 1951年 青い真珠（東宝）
- 1953年 アナタハン（東宝）- 柳沼
- 1954年 恐怖のカービン銃（新東宝）- ナレーター
- 1954年 叛乱（新東宝）- 林少尉
- 1956年 狂った果実（日活）- ボード・マスター
- 1957年 九人の死刑囚（日活）- 川波幸夫
- 1957年 異母兄弟（独立映画）- 剛二郎
- 1958年 荒城の月（東宝）- 後藤先生
- 1958年 未練の波止場 （日活）- 六助
- 1958年 暗黒街の美女（日活）- 有田
- 1958年 影なき声（日活）- 小林
- 1959年 祈るひと（日活）- 白石三次
- 1959年 逃亡者（日活）- 滝村忠雄
- 1959年 二連銃の鉄（日活）- 松
- 1959年 網走番外地（日活）- 川瀬
- 1959年 爆薬に火をつけろ（日活）- 富岡技官
- 1959年 清水の暴れん坊（日活）- 高山巌
- 1959年 男が命を賭ける時（日活）- 渡引重吉
- 1960年 赤い夕陽の渡り鳥（日活）- 小芝
- 1960年 東京の暴れん坊（日活）- 千吉
- 1960年 海の情事に賭けろ（日活）- 殿村信也
- 1960年 青年の樹（日活）- 柴田義夫
- 1960年 邪魔者は消せ（日活）- 石上警部
- 1961年 東京騎士隊（日活）- 庄司
- 1961年 銀座旋風児 嵐が俺を呼んでいる（日活）- 情報屋の政吉
- 1961年 北上夜曲（日活）- 薮小路磨人
- 1962年 花と竜（日活）- 大川時次郎
- 1962年 零戦黒雲一家（日活）- 柴田忠一
- 1962年 北帰行より 渡り鳥北へ帰る（日活）- ハジキの政
- 1963年 青い山脈（日活）- チョビひげの男
- 1963年 若い東京の屋根の下（日活）- 桑野次郎
- 1963年 波浮の港（日活）- 銀三
- 男の紋章シリーズ（日活）- 村田雄造
  - 1963年 男の紋章
  - 1963年 続・男の紋章
  - 1963年 男の紋章 風雲双つ竜
  - 1964年 新 男の紋章 度胸一番
  - 1964年 男の紋章 花と長脇差
  - 1964年 男の紋章 喧嘩状
  - 1965年 男の紋章 喧嘩街道
  - 1965年 男の紋章 流転の掟
- 1964年 鉄火場破り（日活）- 松
- 1964年 赤い殺意（日活）- 新田
- 1965年 泣かせるぜ（日活）- 安川
- 1965年 父と娘の歌（日活）- マネージャー北原
- 1965年 関東破門状（東映）- 永田邦松
- 1966年 日本侠客伝 血斗神田祭り（東映）- 伊助
- 1966年 骨まで愛して（日活）- 藤崎
- 1967年 君は恋人（日活）- 中川
- 1967年 組織暴力（東映）- 竜村
- 1967年 続・組織暴力（東映）- 榊組幹部Ａ
- 1967年 若親分千両肌（大映）- 岩造
- 1968年 眠狂四郎女地獄（大映）- 遠藤
- 1968年 嵐の果し状（日活）- 本堂為蔵
- 1968年 赤道を駈ける男（日活）- 楊
- 1969年 無頼 殺せ（日活）- 加世田長次
- 1969年 やくざ非情史 血の盃（日活）- 結城昌吉
- 1970年 日本最大の顔役（日活）- 宮原
- 1970年 ハレンチ学園 身体検査の巻（日活）- 丸越
- 1970年 おんな牢秘図（大映）- 甚五郎
- 1971年 秘録長崎おんな牢（大映）- 緒方準之助
- 1971年 ごろつき無宿（東映）- 医者
- 1971年 不良番長 手八丁口八丁（東映）- 内海
- 1971年 樹氷悲歌（大映）- 町田雄作
- 1971年 成熟（大映）- 加納徳一
- 1972年 海軍特別年少兵（東宝）- 第12分隊長・原大尉
- 1972年 やくざと抗争（東映）- 白木義三
- 1972年 昭和残侠伝 破れ傘（東映）- 山勝幸平
- 1973年 恐怖女子高校 暴行リンチ教室（東映）- 波多野刑事
- 1973年 実録安藤組 襲撃篇（東映）- 銀座署長
- 1973年 実録 私設銀座警察（東映）- 三好
- 1973年 海軍横須賀刑務所（東映）- 四班長
- 1974年 女必殺拳（東映）- 李玉堂
- 1974年 野獣死すべし 復讐のメカニック（東宝）- 熊井力
- 1975年 ウルフガイ 燃えろ狼男（東映）- 福中義行
- 1975年 新幹線大爆破（東映）- 松原刑事
- 1975年 男組（東映）- 少年刑務所所長
- 1975年 実録三億円事件 時効成立（東映）- 捜査一課長
- 1976年 狭山裁判（東映）- 上山県警本部長
- 1977年 ビューティ・ペア 真赤な青春（東映）- マキ上田の父
- 1977年 空手バカ一代（東映）- 医者
- 1977年 仁義と抗争（東映）- 杉山市蔵
- 1977年 人間の証明（東映）- セカンド・フロントマネージャー
- 1978年 野性の証明（東映）- 鈴木警察庁長官
- 1980年 二百三高地（東映）- 大島久直
- 1980年 海潮音（シネマハウト／ATG）- 淳治
- 1981年 連合艦隊（東宝）- 小柳冨次
- 1982年 ダイアモンドは傷つかない（東映）- 岸里
- 1982年 大日本帝国（東映）- 阿南惟幾
- 1982年 おんな6丁目 蜜の味（東映）- 木田
- 1983年 小説吉田学校（東宝）
- 1989年 春来る鬼（松竹）
- 1990年 くたばれ愚連隊（日活）- 南条

### テレビドラマ
- 1964年 戦国群盗伝（フジテレビ／東北新社）- 五郎太
- ザ・ガードマン（TBS／大映テレビ室）
  - 1965年 第17話「ある夜突然に」
  - 1967年 第127話「現金強奪作戦」
  - 1967年 第131話「覆面ラリー車を奪え」
  - 1967年 第140話「裏切りは一度だけ」
  - 1968年 第168話「結婚式大泥棒」
  - 1968年 第186話「奥様は泥棒稼業」
  - 1969年 第212話「消えた現金に手を出すな」
- 1966年 土曜日の虎 第5話「怪文書」（TBS／大映テレビ室）
- 三匹の侍（CX）
  - 1966年 第4シリーズ 第6話「血と砂金」- 月の輪甚兵衛
  - 1967年 第4シリーズ 第26話「斬る」- 上原新五郎
  - 1968年 第6シリーズ 第13話「下郎」- 田沼兵庫
- 特別機動捜査隊（NET／東映）
  - 1967年 第286話「女と赤電話」- 大塚
  - 1968年 第333話「夜明け前の故郷」- 野村
  - 1968年 第362話「車椅子」- 尾形志郎
  - 1971年 第494話「娼婦の流れ唄」- 須田
  - 1972年 第534話「復讐の条件」- 信伍
  - 1975年 第698話「欲望という河」- 工藤哲二
  - 1977年 第794話「ある受験生の詩」- 柿村
- 1968年 マイティジャック 第2話「K52を奪回せよ」（CX／円谷プロ）- 内藤辰彦
- 1968年 ローンウルフ 一匹狼 第35話「真夜中の顔」（NTV／東映）
- 銭形平次（CX／東映）
  - 1968年 第108話 「腐れ縁」- 佐吉
  - 第174話「神かくし」（1969年） - 弥兵ヱ
  - 1970年 第201話「紅い手裏剣」- 疾風の政
  - 1973年 第373話「昨日の風が後を追う」- 片波の重兵ヱ
  - 1976年 第508話「腕白坊主の目に涙」- 銀蔵
  - 1981年 第783話「甦った十手」- 勘兵ヱ
  - 1982年 第818話「五年目の恩讐」- 文吉
  - 1983年 第856話「一度は捨てた夢」- 辰造
- キイハンター（TBS／東映）
  - 1968年 第15話「殺人ドライブ」
  - 1969年 第40話「用心棒必殺作戦」
  - 1969年 第51話「顔のない誘拐部隊」
  - 1969年 第58話「消えた機関車」
  - 1970年 第92話「今年もよろしく世界殺人協会」
  - 1970年 第99話「ガイ骨はスキーがお上手」
  - 1970年 第112話「サイコロGメン危機一髪」- 天堂組長
  - 1970年 第115話「復讐は夜ニヤニヤ笑う」
  - 1970年 第137話「葬式にせ札強盗団」
  - 1971年 第150話「殺人スコッチ二日酔い作戦」
  - 1971年 第176話「キャーッ! 幽霊屋敷で今晩わ」
  - 1972年 第202話「サイコロGメン御用旅」- 鬼頭辰五郎
  - 1973年 第250話「サイコロGメン生首千両箱」- 結城
- 1969年 怪奇大作戦 第22話「果てしなき暴走」（TBS／円谷プロ）- 中村
- 1969年 東京バイパス指令 第12話「恐怖のナイフ」（NTV／東宝）
- 1970年 五番目の刑事 第24話「白い花びらのブルース」（NET／東映）- 綾瀬信夫
- 1970年 ゴールドアイ 第10話「毒ガス商人」（NTV／東映）
- プレイガールシリーズ（12ch／東映）
  - プレイガール
    - 1970年 第50話「美少年仁義」- 鉄
    - 1970年 第60話「女の火遊び」- 鮫川
    - 1970年 第83話「田舎っぺ残侠伝」- 東条
    - 1973年 第209話「猟奇世界一の女」- 宇野
    - 1973年 第220話「真夜中の腕くらべ」- 松宮
    - 1974年 第258話「女は裸で一発勝負」- 大門鉄五郎
    - 1974年 第276話「裸のままで、この朝を」- 中島

  - 1975年 プレイガールQ 第45話「風に逆らうメス狼」- 高山
- 1971年 さむらい飛脚 第1話「鬼の走る道」（NET／東映）
- 1971年 柳生十兵衛 第23話「柳生の竜虎」（CX／東映） - 椹木源蔵
- 1971年 ハレンチ学園 第26話「バンザイ・ハレンチ学園の巻」（12ch／日活）- 大山会長
- 1971年 清水次郎長 第28話「俺が結婚するでよ!」（CX／東映・タケワキプロ）- 松造
- 1971年 ターゲットメン 第1話「殺人鬼をぶっ飛ばせ」（NET／東映）- 大田黒
- 1971年 気になる嫁さん 第16話・第17話（NTV）- 飯島
- 1972年 木枯し紋次郎 第11話「龍胆は夕映えに降った」（CX／C.A.L）- 今市の藤兵衛
- 1972年 さすらいの狼 第15話「罠を放った矢場の女」（NET／東映）
- 1972年 遠山の金さん捕物帳 第128話「殺しを見られていた男」（NET／東映）- 鉄三
- 必殺シリーズ（ABC／松竹）
  - 1973年 必殺仕置人 第1話「いのちを売ってさらし首」- 的場弥平次
  - 1974年 暗闇仕留人 第20話「一途にて候」- 勘八
  - 必殺仕置屋稼業
    - 1975年 第12話「一筆啓上魔性が見えた」- ろく
    - 1975年 第21話「一筆啓上逆夢が見えた」- 日暮

  - 1977年 新・必殺仕置人 第25話「濡衣無用」- 庚申の月三
  - 1977年 新・必殺からくり人 第1話「東海道五十三次殺し旅 日本橋」- 藤川儀兵ヱ
  - 1978年 翔べ! 必殺うらごろし 第4話「生きてる娘が死んだ自分を見た!」- 宗丹
  - 1979年 必殺仕事人 第30話「酔技田楽突き」- 白虎
  - 1982年 新・必殺仕事人 第35話「主水友情に涙する」- 勘太郎
  - 1985年 必殺仕事人V 第24話「花屋の政 雷雨の中で闘う」- 名良屋藤左衛門
- 非情のライセンス（NET／東映）
  - 1973年 第1シリーズ 第7話「兇悪の土地」- 真木太一
  - 1974年 第2シリーズ 第8話「兇悪の燦めき」- 浦上
  - 1976年 第2シリーズ 第89話「兇悪犯指名手配」- 赤根組長
  - 1976年 第2シリーズ 第105話「美智子」- 郷津組長
- 子連れ狼（NTV／ユニオン映画）
  - 1973年 第1部 第8話「堺筒」- 井上外記
  - 1974年 第2部 第20話「乳房あらため」- 柏木多聞
  - 第3部
    - 1976年 第8話「死季」- 山田臣蔵
    - 1976年 第20話「そして相目見ゆる日」- 中川市兵衛
- ナショナル劇場（TBS／C.A.L）
  - 水戸黄門
    - 第3部
      - 1971年 第4話「人狩り -三島-」- 山崎参九郎
      - 1972年 第10話「泣く子にゃ勝てぬ黄門さま -吉田-」- 岩城半左衛門

    - 1973年 第4部 第32話「からくり異聞 -宇都宮-」- 田尻仁三郎
    - 第7部
      - 1976年 第15話「大見得きった偽黄門 -酒田-」- 羽倉重蔵
      - 1976年 第24話「仇討ち角兵衛獅子 -長岡-」- 黒沼佐太夫

    - 1977年 第8部 第2話「駕籠屋になった助さん格さん -川崎-」- 桧垣軍太夫
    - 第9部
      - 1978年 第12話「二人いた弥七 -新潟-」- 亀田八太夫
      - 1979年 第27話「三国一の嫁騒動 -水戸-」- 岩間八太夫

    - 第14部
      - 1984年 第17話「天下無敵の女棋士 -天童-」- 藤兵衛
      - 1984年 第25話「酒に溺れた黄金の腕 -金沢-」- 宝屋甚右衛門
      - 1984年 第33話「じゃじゃ馬娘の婿選び -姫路-」- 加古川屋藤兵衛

    - 1986年 第16部 第17話「正義運んだ七里飛脚 -松江-」- 鬼の勘造
    - 1988年 第18部 第6話「めざす敵は領主様 -佐野-」- 小松屋徳兵衛
    - 1990年 第19部 第18話「盗まれた御印篭 -大聖寺-」- 勢五郎
    - 1991年 第20部 第10話「悪を裁いた仇討ち芝居 -姫路-」- 北浦屋

  - 大岡越前
    - 1978年 第5部 第5話「襲われた目撃者」- 伊蔵
    - 1982年 第6部 第31話「呪われた縁談」- 善兵衛
    - 1983年 第7部 第15話「怨念秘めた唐人剣」- 鳴海屋治助
    - 1984年 第8部 第2話「幽霊駕籠の仇討ち」- 紋蔵
    - 1986年 第9部 第13話「阿片暴いた鉄拳仁術」- 明神の紋蔵
    - 1988年 第10部 第22話「駕籠屋が見ていた真犯人」- 忠兵衛
    - 1990年 第11部 第8話「鬼を強請った女」- しころ屋

  - 1987年 江戸を斬るVII - 伊平
    - 第1話「江戸を斬る」
    - 第2話「桜吹雪が悪を裁く」
- 1972年 火曜日の女シリーズ／いとこ同志（NTV）
- 1973年 水滸伝 第12話「二竜山の対決」（NTV／国際放映）- 錦毛虎
- 1973年 伝七捕物帳 第5話「十手さばきに花が咲く」（NTV）- 菊の市
- 1974年 唖侍 鬼一法眼 第17話「血闘無明嶽」（TV／勝プロ）- 炎左衛門
- 右門捕物帖（NET／東映）
  - 1974年 第8話「姉妹花」- 島根
  - 1974年 第29話「狙われた女」
  - 1975年 第50話「男の詩」
- 大江戸捜査網（12ch／三船プロ）
  - 1973年 第103話「裏切られた男の約束」- 伊豆の勘三
  - 1974年 第141話「切腹はご免だ!」- 室戸大和守
  - 1974年 第163話「黒手首におびえる女」- 山代屋長右衛門（隼の銀次）
  - 1975年 第186話「恐怖の人間標的」- 元鉄砲奉行・加倉井
  - 1975年 第204話「替え玉脱獄作戦」- 黒部主膳
  - 1975年 第221話「十手に賭ける遊女秘話」- 須川
  - 1976年 第230話「対決! 男の意地」- 遠野主馬
  - 1976年 第247話「血塗られた兄弟の契り」- 太田垣豊後
  - 1976年 第272話「十手に賭けた怨み節」- 淀屋徳兵衛
  - 1977年 第304話「裏切りの殺人計画」- 間垣玄蕃
  - 1978年 第321話「初春 雪どけを待つ女」- 松崎義量
  - 1978年 第365話「人質救出に賭けた夫婦の絆」- 高見沢義勝
  - 1979年 第388話「偽装殺人の黒い霧」- 大月玄蕃
  - 1979年 第410話「悪を斬る料理人 華麗に参上」- 吉浜
  - 1980年 第431話「暴れ駕篭 泣き笑いの縁結び」- 溝口玄蕃
  - 1980年 第446話「故郷偲ぶ薄幸の女」- 黒川大膳
  - 1980年 第466話「女賊が捨てた殺しの分け前」- 久保寺甚之介
  - 1981年 第492話「おんな隠密 矢車お菊」- 尾形道庵
  - 1982年 第545話「魔の刻参上! 夜の勝負師」- 高見沢頼母
- 1974年 白い牙 第21話「裸の値段」（NTV／大映テレビ）
- 1974年 傷だらけの天使 第8話「偽札造りに愛のメロディーを」（NTV／東宝）- 偽札組織のボス
- 1974年 幡随院長兵衛お待ちなせえ 第15話「怪談・呪いの古井戸」（毎日放送／東宝／俳優座）
- 1975年 剣と風と子守唄 第18話「母ちゃんの鐘」（NTV／三船プロ）- 加瀬東十郎
- 1975年 ザ★ゴリラ7 第18話「明日なき殺人ジャガー」（NET／東映）- 結城
- 破れ傘刀舟 悪人狩り （NET／三船プロ）
  - 1975年 第56話「闇に咲く白粉花」- 阿部大和守
  - 1976年 第71話「富くじ殺し札」‐ 柴上備前守
  - 1976年 第91話「天保女医秘録」‐ 加賀屋
  - 1977年 第122話「凧と十手とにごり酒」‐ 吉野屋田蔵
- Gメン'75（TBS／東映）
  - 1976年 第41話「白銀の現金輸送車襲撃事件」- 北海道警旭川署刑事
  - 1976年 第81話「灰色高官殺人事件」- 服部警部
  - 1977年 第102話「思春期病棟」- 中原署捜査課長
  - 1977年 第111話「Gメン対県警・女子大生殺し」- 相模県警川浜署署長
  - 1977年 第130話「一卵性双生児殺人事件」- 長野県警千曲署署長
  - 1979年 第179話「警察署長室ジャック」- 宮坂署刑事課長
  - 1979年 第218話「梟の森　みな殺しの夜」- 富士松井田署捜査課長
  - 1979年 第233話「金髪女性連続殺人事件」- 占い師
  - 1980年 第266話「殺人暴走オートバイ集団! 三途の川」- 城南署交通課長
  - 1980年 第287話「手術台の上の悪魔」- 専務（井上運送）
  - 1981年 第337話「荒れる中学生 終電車殺人事件」- 山手署捜査主任
- 1976年 大都会 闘いの日々 第23話「山谷ブルース」（NTV／石原プロ）- 三沢
- 1976年 夜明けの刑事 第57話「相対死した娘の謎!!」（TBS／大映テレビ）- 青江興業社長
- 1976年 同心部屋御用帳 江戸の旋風II 第11話「古い傷あと」（CX／東宝）
- 遠山の金さん （1975年、NET / 東映）
  - 1976年 第1シリーズ 第27話「花の廓の闇に咲け!!」- 大河原源之進
  - 1977年 第1シリーズ 第84話 「地獄のかっぽれ」- 遠州小野寺藩櫨方役所役人 岩田辰之助
  - 1979年 第2シリーズ 第7話「八百八町の星が泣いた」- 半田久兵ヱ
- 1976年 刑事くん 第5部 第19話「水玉色の恋」（TBS／東映）
- 1976年 愛のサスペンス劇場「裁きの夏」（NTV／C.A.L）
- 1976年 隠し目付参上（MBS／三船プロ）
  - 第3話「誰が道成寺を舞ったか」- 井筒屋芳兵衛
  - 第15話「長崎出島 泣くは異人か混血娘か」- 上田景安
- 1976年 バトルホーク 第4話「弱虫記者対テロル闘人」（12ch／創通エージェンシー／ナック）- 三田村厚
- 1976年 いろはの"い" 第13話「仲人」（NTV／東宝）- 山北
- 桃太郎侍（NTV／東映）
  - 1977年 第20話「夫婦纏が紅蓮に舞った」- 赤城大之進
  - 1978年 第94話「早替りお化け屋敷」- 水野勘十郎
  - 1978年 第108話「流転の女に情の傘」- 亀石長門守
  - 1979年 第125話「福の神だと云う女」- 高坂大膳
  - 1980年 第203話「逃げろ! 田之助 絶体絶命」- 中田石斎
- 1977年 江戸特捜指令 第22話「唐拳! 危うし遊び人奉行」（MBS／三船プロ）
- 1977年 華麗なる刑事 第15話「暴走! 父ちゃんのダンプ」（CX／東宝）- 立松建設社長
- 1977年 大都会 PARTII 第11話「対決」（NTV／石原プロ）- 小室政吉
- 特捜最前線（ANB／東映）
  - 1977年 第32話「殉職・涙と怒りの花一輪」
  - 1978年 第66話「判決・毒薬を盛った女!」・第67話「判決II・自白を翻した女!」
  - 1979年 第101話「拳銃哀歌I・狼たちは跳んだ!」・第102話「拳銃哀歌II・狼たちの決算!」- 水原辰夫
  - 1981年 第239話「神代警視正の犯罪!」
  - 1982年 第253話「注射器を持った狼!」
  - 1986年 第452話「遺書・指名手配113号の男!」- 水尾英太郎
  - 1986年 第474話「エアロビクス・コネクション!」- 専務
  - 1987年 第499話「退職刑事船村・鬼」・第500話「退職刑事船村II・仏」- 有藤兵衛
- 1977年 人形佐七捕物帳 第9話「冥土の恨み独楽」（ANB／東映）- 清八
- 1978年 達磨大助事件帳 第17話「地獄の沙汰も銭」（ANB／前進座／国際放映）- 金谷銀蔵
- 暴れん坊将軍（ANB／東映）
  - 吉宗評判記 暴れん坊将軍
    - 1978年 第14話「黄金のからす札」- 土屋蜂三郎
    - 1979年 第54話「小判のお好きな女医者」- 津崎甚内
    - 1979年 第81話「姿なき勇士たち」- 隠岐十内
    - 1980年 第128話「あわれ、忍びの恋」- 佐々尾主水正
    - 1980年 第162話「纏が咲かせた人参の花」- 岩田屋藤右衛門
    - 1981年 第190話「日本一の雨男」- 竹村白雲斉

  - 暴れん坊将軍II
    - 1983年 第13話「修羅場に咲いた隠れ妻」- 梶野主膳
    - 1984年 第55話「お駒かなしや島帰り」- 佐久大学
    - 1984年 第82話「やわら武士道日本晴れ!」- 羽島奥左衛門
    - 1985年 第105話「母も哀しき女郎蜘蛛!」- 堀左京亮
    - 1986年 第140話「風雲八ヶ岳、男の祭り唄!」- 奥島主計頭
    - 1986年 第162話「にわか侍、破廉恥武士道!」- 松浦玄蕃頭

  - 暴れん坊将軍III
    - 1988年 第5話「新さん 江戸の風に舞う!」- 石見屋吾兵衛
    - 1988年 第27話「罠にかかった女」- 土井摂津守
    - 1989年 第66話「孫兵ヱは浪花のお大尽さま!?」- 丹羽但馬守
    - 1989年 第87話「死んだ男を待つ女!」- 大野備中守
    - 1990年 第120話「地獄へ道連れ! 美女と将軍」- 片山鉄斎
- 1978年 俺たちの祭 第14話「燃える手」〜 第16話「孤独のさけび」（NTV／ユニオン映画）- 南田
- 1978年 新幹線公安官 第2シリーズ 第13話「あなたは狙われている!」（ANB／東映）- 村田雄吉
- 1978年 大追跡 第20話「日の丸愚連隊」（NTV／東宝）- 早川
- 1978年 柳生一族の陰謀 第11話「幻の混血美女」（KTV／東映）- 岩瀬将監
- 1978年 風鈴捕物帳 第2話「目撃者は殺せ!」（ANB）
- 1978年 新五捕物帳 第45話「殺しのかんざし」（NTV）
- 1979年 大都会 PARTIII 第15話「報復」（NTV／石原プロ）- 前田
- 1979年 大空港 第27話「罠には罠を! 女刑事・神坂紀子の危機」（CX／松竹）- 大和田茂
- 1979年 俺たちは天使だ! 第11話「運が悪けりゃゴリラが泣くぞ」（NTV／東宝）- 城北署刑事係長
- 1979年 江戸の牙 第3話「阿片! 墓標なき男」（ANB／三船プロ）- 重蔵
- 1979年 そば屋梅吉捕物帳 第8話「草笛に泣く流れ星」（12ch／国際放映）- 大伴主膳
- 探偵物語（NTV／東映芸能ビデオ）
  - 1979年 第8話「暴走儀式」- 岡島正道
  - 1980年 第20話「逃亡者」- 宮武ジム会長
- 1979年 騎馬奉行 第7話「若鷹が巣立つ時」（KTV／東映）
- 1979年 江戸の激斗 第22話「熱い眠りにこころ残して」（CX／東宝）- 太左衛門
- 1979年 ちょっとマイウェイ 第6話「オレンジシャーベットサービスよ」（NTV）- 運送屋の社長
- 1979年 噂の刑事トミーとマツ 第9話「トミマツのセメント詰め」（TBS／大映テレビ）
- 西部警察（ANB／石原プロ）
  - 1979年 第10話「ホットマネー攻防戦」- 須藤（古美術商）
  - 1980年 第61話「暁の陽動作戦」- 山口（政治経済研究所所長）
- 1979年 駆け込みビル7号室 第8話「標的を撃ち落せ! 恋の代償は高かった」（CX／三船プロ） - 北多摩署刑事課長
- 1979年 ザ・スーパーガール 第11話「女は一発で勝負する」（12ch／東映） - 辻
- 1979年 半七捕物帳 第3話「矢がすりの女」（ANB）
- 1979年 疾風同心 第26話「翔べ暴れん坊同心」（12ch）
- 1980年 あさひが丘の大統領 第28話「おもいでの日本海!」（NTV／ユニオン映画）
- 1980年 旅がらす事件帖 第8話「直訴状に手を出すな」（KTV）
- ザ・ハングマン（ABC／松竹芸能）
  - 1980年 ザ・ハングマン 燃える事件簿 第3話「罠に落ちた逃亡者」‐ 淀橋医師
  - 1981年 ザ・ハングマン 第23話「人さらいベビーホテル」- 淀橋医者
  - 1982年 ザ・ハングマンII 第8話「女子高生ラブホテル殺人事件」- 吉田（鳳女学院教頭）
  - 1983年 新ハングマン 第10話「新人女優に泥をぬる芸能学院女帝」- 溝口次郎（プロマネージャー）
  - 1985年 ザ・ハングマン4 第24話「落ちこぼれ小学生が密売組織と勝負する!」- 武田悦山（元保守党大臣）
  - 1987年 ハングマンGOGO 第5話「朝まで待てない! 水中からの脱出!」- 梶本
- 1980年 斬り捨て御免! 第1シリーズ第22話「男に惚れたはぐれ花」（12ch）
- 1980年 服部半蔵 影の軍団 第6話「夜霧の港に消えた女」（KTV／東映）
- 1981年 江戸の朝焼け 第26話「雪が降る雛の宵」（CX）
- 1981年 幻之介世直し帖 第7話「はやぶさが二人いた!?」（NTV）- 河西采女
- 1981年 闇を斬れ 第5話「恋姿・謎の美剣士」（KTV／松竹）- 上総屋
- 1981年 お命頂戴! 第13話「左門殺し屋変化」（テレビ東京 - 政五郎
- 1982年 西部警察 PART-II 第23話「凶悪の焰」（ANB／石原プロ）- 笠間興業社長
- 1982年 Gメン'82 第8話「ジングルベルに踊る死体」（TBS／近藤照男プロ）
- 1983年 西部警察 PART-III 第31話「思い出さがし」（ANB／石原プロ）-「ポールスター」マスター
- 遠山の金さん （ANB／東映） ※高橋英樹版
  - 第1シリーズ 
    - 1982年 第4話「奇々怪々! 二度死んだ女」- 玄庵
    - 1984年 第85話「危うし女太夫! 黒鳩大襲来!」- 仁太夫

  - 1986年 第2シリーズ 第32話「母の死の謎!」- 富五郎
- 火曜サスペンス劇場（NTV）
  - 1984年 盲点（あな）
  - 1990年 浅見光彦ミステリー8 琵琶湖周航殺人歌
  - 1992年 魔の視線
- 1985年 スケバン刑事 第1話「謎の転校少女サキ」（CX／東映）
- 1985年 特命刑事ザ・コップ 第9話「替え玉逃亡をふせげ!」（ABC／テレキャスト）
- 1985年 影の軍団IV 第14話「くノ一、殺しの罠」（KTV／東映）- 大久保山城守
- 長七郎天下ご免!（ANB／東映）
  - 1980年 第12話「起て!魚河岸の暴れん坊」- 笹島権太夫
  - 1980年 第38話「命を担保（かた）のバカ踊り」- 陣場孫兵衛
  - 1980年 第52話「一揆!太助がさわわれた!?」- 島田左京
  - 1981年 第85話「男が燃えた潮風街道」- 稲垣左膳
  - 1982年 第107話「げんこつ涙の子守唄」- 宇崎軍兵衛
- 長七郎江戸日記（日本テレビ／ユニオン映画）
  - 第1シリーズ
    - 1985年 第65話「たった一度のあやまち」- 若林主膳
    - 1985年 第71話「十手にかけた青春」- 小田切多門
    - 1986年 第103話「謎のエゲレス時計」- 加納正純
    - 1986年 第114話「なまくら新兵衛」- 海野重兵衛

  - 第2シリーズ
    - 1988年 第18話「葵と紫陽花」- 鳥羽伊勢守
    - 1989年 第44話「少女の叫び」- 沼田甲斐
- 1986年 夏樹静子サスペンス「偽りの凶器」（KTV／東海映画社）
- 1987年 12時間超ワイドドラマ／風雲江戸城 怒涛の将軍徳川家光（TX／東映）- 一色半左衛門
- 1987年 あぶない刑事 第25話「受難」（NTV／セントラル・アーツ） - 沼田
- 1987年 若大将天下ご免! （ANB／東映）
  - 第10話「女壺振り、一天地六の仇討ち!」 - 弁天屋源蔵
  - 第35話「寄せ場帰りと暴れ馬!」 - 江崎山城守
- 1987年 仮面ライダーBLACK 第5話「迷路を走る光太郎」（MBS／東映）- 高梨村長
- 1988年 花の生涯 井伊大老と桜田門（TX／東映） - 鷹司政通
- 名奉行 遠山の金さん（ANB／東映）
  - 1988年 第1シリーズ 第7話「美女が恨みの刃」- 板倉帯刀
  - 1991年 第3シリーズ 第22話「お婆ちゃんの復讐」- 土屋将監
- 1990年 特警ウインスペクター 第39話「悲しい老怪盗」（ABC／東映）- 赤井六助

### 吹き替え
- 1963年 ミステリー・ゾーン（TBS版／千代田プロダクション）
  - 第3シーズン 第28話「こびと虐殺」- クレイグ（演：ジョー・マロス）[5]